# ジョーダン・192
ジョーダン・192 (Jordan 192) は、ジョーダン・グランプリが1992年のF1世界選手権参戦用に開発したフォーミュラ1カー。設計者はゲイリー・アンダーソンとマーク・スミス。1992年の開幕戦から最終戦まで実戦投入された。

## 概要
1991年に使用された191からの変更点は、V8のフォードHBエンジンに替えて、前年ブラバムが使用したV12のヤマハOX99エンジンを獲得したことである。また、マニュアルトランスミッションのシフト機構は伝統的なHパターンではなく、オートバイのように前後に押し引きするシーケンシャルタイプを導入した（シフトレバーを手前に引くとシフトアップし、奥へ押すとシフトダウンする）。この方式は電子制御のセミオートマチックトランスミッションよりも低コストで済み、Hパターンで起こりやすいギアのセレクトミスを予防する効果があった。ジョーダンがF1で初採用して以降、他のカテゴリのレーシングカーにも広く普及することになった。
シャシーはキープコンセプトで設計され、随所に191のデザインの名残が見られる。フロントウイングは191よりも高く持ち上げられている。その分、フロントのダウンフォースを稼ぐためにフラップが大型化された。
マシンのカラーリングは、2月のシェイクダウン時は191同様・アイリッシュグリーンを基調としてサイドポンツーンに新たに獲得したバークレイのベージュが配されていたが、開幕直前にタイトルスポンサーとしてサソルとの契約に成功したため、印象を一新したブルーを基調としたものに変更されて開幕戦に現れた。
デザインチーフのゲイリー・アンダーソンは後に192を評して、「自分としては不満足な部分が多いまま出来上がってしまった妥協の多いマシンで、不快な印象が残っているマシンだ。増して、結果が全く出ないとなったからね。成功作とみんなが言ってくれる191をデザインしていたのは90年で、私たちはまだF1に出ていなかった。でも当然のことながら1991年はF1に出始めていて、グランプリを戦いながら192の製作は進められた。週末ごとのレースと翌年への準備という二つを同時進行させるというのは、F1初年度の小さなチームには大変なことだった。だから192ではいろいろな失敗が積み重なってしまった。」と述べている。

## 1992年シーズン
ドライバーはティレルから移籍してきたステファノ・モデナと、レイトンハウスから移籍してきたマウリシオ・グージェルミンを起用。日本国内では191にヤマハV12を搭載したテストマシン191Yで黒沢琢弥がエンジンテストを担当した。しかし、前年にV8エンジンを搭載していたものをベースとしたシャーシと、ヤマハV12エンジンのマッチングがよくないことは1991年閉幕後のテストの時点で判明していた。
コンパクトなフォードHBエンジンからサイズや重量、発熱量などすべてが大きいV12エンジンに載せ替えた影響は大きく、対応が後手にまわることになった。とくにV12エンジンの発する発熱量が想定よりも高温で、ゲイリー・アンダーソンは「マシン開発のためにヤマハから言われていた発熱量を元にラジエーター容量や配置を設計したが、実際に走らせると驚くような熱を発生し全く処理できなかった。おそらくヤマハもそうなるとは思っていなかったのだろう」とマシン設計者としての言い分を述べ、一方でヤマハ側のスタッフも出来上がって来た192のラジエーターを見てその大きさではとてもクーリングが追い付かないだろうと驚いたという証言もあり、お互いの言い分は食い違っている。しかし冷却系統に致命的な問題があった事実は動かず、開幕戦で急遽マシン後部のボディワークに追加で大穴を開け、リヤタイヤ前方のフロアにむき出しで小型ラジエーターを増設しなければならないほどだった。
192はエンジン冷却以外にも、V8からV12にパワーアップしたことで生じたギアボックスの信頼性にも問題があり、マシントラブルによるリタイヤを多発。191よりもリヤヘビーとなったマシンの操縦性はアンダーステアにより劣悪となり、モデナが4回の予選落ちを喫したほか、両ドライバー合わせて19回ものリタイヤとなった。ダブル完走が1回しかなかったのに対し、ダブルリタイヤが6回（予選落ち除く）にもなった。ポイント獲得は最終戦のモデナによる1回（6位）のみに終わり、コンストラクターズランキングは前年の5位から11位に後退した。

## スペック

### シャーシ
- シャーシ名 192
- 全長 4,425mm
- 全高 1,000mm
- 前トレッド 1,800mm
- 後トレッド 1,680mm
- ホイールベース 2,925mm
- 重量 505kg
- 燃料タンク容量 212L
- クラッチ AP
- ブレーキキャリパー AP
- ブレーキディスク・パッド ヒトコ
- ホイール O・Z
- タイヤ グッドイヤー

### エンジン

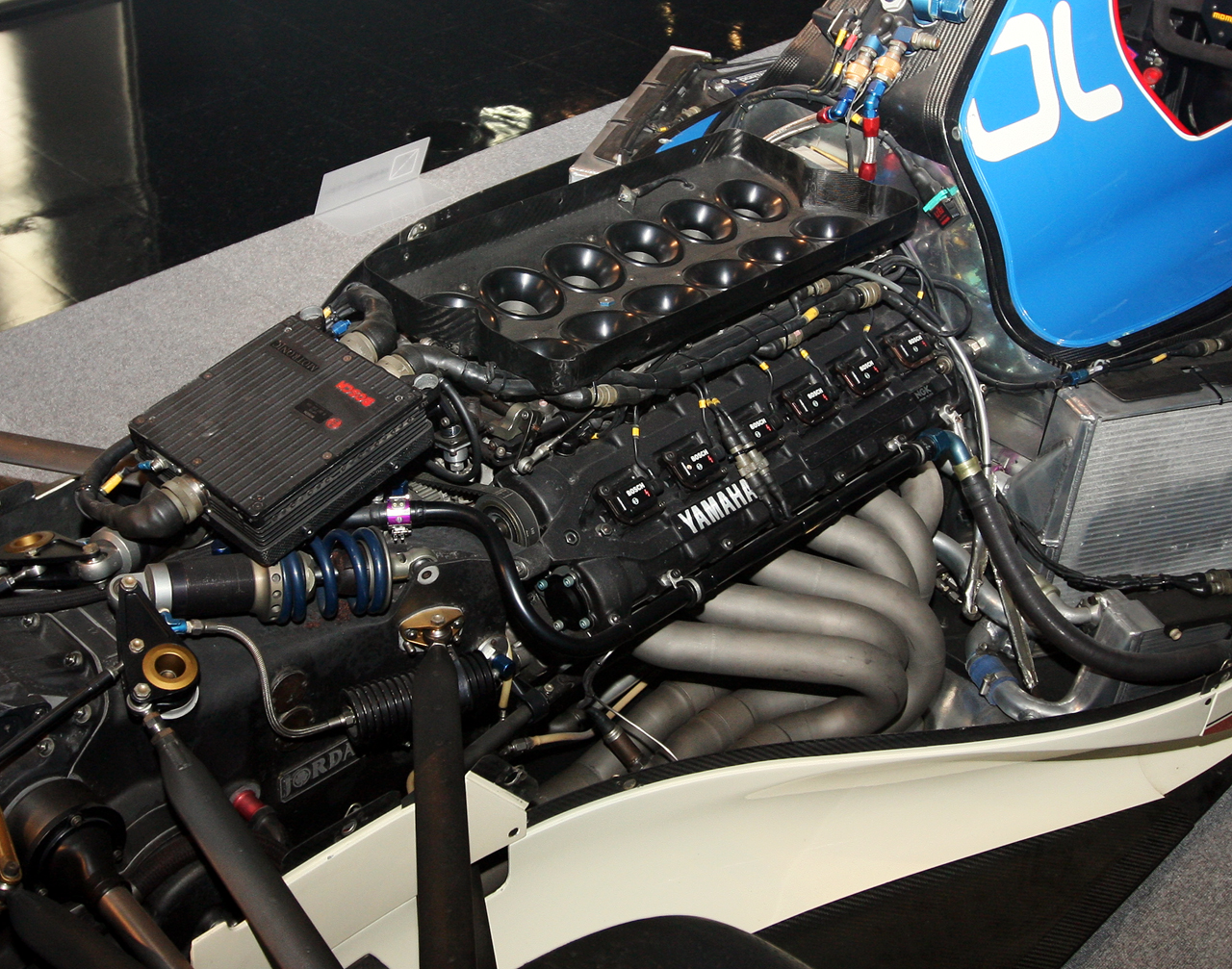
ヤマハOX99エンジン

- エンジン名 ヤマハ・OX99
- 気筒数・角度 V型12気筒・70度
- 排気量 3,494cc
- 全長 725mm
- 全幅 540mm
- 全高 504mm
- バルブ数 5バルブ/1気筒
- 重量 140kg
- スパークプラグ NGK
- 燃料・潤滑油 サソル

## F1における全成績
(key) （太字はポールポジション、斜体はファステストラップ）
| 年     | チーム            | エンジン        | タイヤ | ドライバー                 | 1   | 2   | 3   | 4   | 5   | 6   | 7   | 8   | 9   | 10  | 11  | 12  | 13  | 14  | 15  | 16  | ポイント | 順位 |
| ------ | ----------------- | --------------- | ------ | -------------------------- | --- | --- | --- | --- | --- | --- | --- | --- | --- | --- | --- | --- | --- | --- | --- | --- | -------- | ---- |
| 1992年 | サソル ジョーダン | ヤマハ OX99 V12 | G      |                            | RSA | MEX | BRA | ESP | SMR | MON | CAN | FRA | GBR | GER | HUN | BEL | ITA | POR | JPN | AUS | 1        | 11位 |
| 1992年 | サソル ジョーダン | ヤマハ OX99 V12 | G      | ステファノ・モデナ         | DNQ | Ret | Ret | DNQ | Ret | Ret | Ret | Ret | Ret | DNQ | Ret | 15  | DNQ | 13  | 7   | 6   | 1        | 11位 |
| 1992年 | サソル ジョーダン | ヤマハ OX99 V12 | G      | マウリシオ・グージェルミン | 11  | Ret | Ret | Ret | 7   | Ret | Ret | Ret | Ret | 15  | 10  | 14  | Ret | Ret | Ret | Ret | 1        | 11位 |

- コンストラクターズランキング11位
- ドライバーズランキング17位（ステファノ・モデナ）予選最高位12位 決勝最高位6位
- ドライバーズランキング-位（マウリシオ・グージェルミン）予選最高位8位 決勝最高位7位

## エピソード
- オーナーのエディ・ジョーダンはジョーダン・192を「世界最速の石炭自動車」と諭した。これは、この年からメインスポンサーとなった「サソル（SASOL）」が石油化学薬品企業であり、石炭を液化して石油にする技術（※：詳細は石炭液化#大戦後を参照。）が非常に長けていた為である。
- 1993年6月、192シャシーに搭載されていたヤマハエンジンから、ジョーダンが1993年にエンジン供給契約をしていたハート1035エンジンへと載せ替えられたマシンをマーティン・ドネリーがテスト走行させている。1990年スペイングランプリ予選でのクラッシュによる負傷でF1を去ったドネリーだが、F3000時代にジョーダン所属であり、事故後に入院していた病院を見舞ったエディ・ジョーダンが、「この大けがが癒えて体が動くようになったら、F1に乗せてあげるから」とドネリーに約束し、元気づけたという。走行後には「約束を守ってくれたエディと、この機会を作ってくれたチームに感謝している。本当にうれしい。」とドネリーは感謝を述べた[7]。

## 参照
1. ↑  “STATS F1 - Jordan 192”.   Statsf1.com. 2010年8月23日閲覧。
2. ↑  頂上を目指すニューパッケージ「JORDAN YAMAHA 192」 グランプリ・エクスプレス 1992プレシーズン号 24-25頁 1992年3月7日発行
3. ↑  ジョーダン。新スポンサーと新型7速ミッションを発表 グランプリ・エクスプレス プレシーズン号NEWSTOPICS 38頁 1992年3月4日発行
4. 1 2  ゲーリー・アンダーソン「異彩のデザイン哲学」われわれがつくるのは速くて美しいマシン F1グランプリ特集 9月号 76頁 ソニーマガジンズ 1995年9月16日発行
5. ↑  ステファノ・モデナ ジョーダン入りか グランプリ・エクスプレス '91オーストラリアGP号 31頁 1991年11月23日発行
6. ↑  大串信F1解体新書 リタイア原因の解明・シャシー側の言い分とエンジン側の言い分 F1グランプリ特集 vol.57 87頁 1994年3月16日発行
7. ↑  ドネリーが帰って来た 遂にジョーダン・ハートをドライブ Racing On No.139 1993年4月1日号 ニューズ出版